# Київська весна (міжнародний музичний фестиваль)
Міжнародний музичний фестиваль «Київська весна» (до 1991 — Всесоюзний фестиваль мистецтв «Київська весна») — щорічний мистецький форум, що збирає у Києві під своїми знаменами найталановитіших виконавців із багатьох країн світу. В 1973—1991 рр. — мав статус всесоюзного, а з 2008 року — міжнародного фестивалю. 

## Відкриття фестивалю
Всесоюзний фестиваль мистецтв «Київська весна» було урочисто відкрито 25 травня 1973 року. До уваги глядачів організатори запропонували  виступи Державного ансамблю танцю УРСР, Державного українського народного хору ім. Григорія Верьовки, танцювального ансамблю Тбіліського Палацу піонерів, вокально-інструментального ансамблю «Пісняри» (Білоруська РСР), вокально-інструментального ансамблю «Смерічка», танцювального ансамблю «Берізка», Мусліма Магомаєва, Юрія Гуляєва. 
Голова Президії Верховної Ради УРСР Іван Самійлович Грушецький нагородив учасників фестивалю Почесними Грамотами Президії Верховної Ради УРСР.
На Українській студії хронікально-документальних фільмів кінорежисером Геогрієм Шкляревським в 1973 році було знято документальний кінофільм «Київська весна»

## 1978 рік
На шостому Всесоюзному фестивалі мистецтв «Київська весна» у травні 1978 року відбулося 170 концертів, спектаклів і творчих зустрічей, в яких взяли участь дві тисячі майстрів сцени.

## Творчий внесок Народного артиста України Олексія Гомона
У 1983 та 1989 роках балетмейстером-постановником всесоюзного фестивалю мистецтв «Київська весна» був Олексій Олександрович Гомон — народний артист України, головний балетмейстер Національного заслуженого академічного українського народного хору ім. Григорія Верьовки (1980—2003 рр.), соліст-виконавець провідних ролей у Державному ансамблі танцю України під керівництвом Павла Вірського.

## Відновлення фестивалю
Національна філармонія України у 2008 році відновила традицію щорічного проведення у кінці травня Міжнародного музичного фестивалю «Київська весна». У 2012 році на сценах філармонії виступали віолончеліст Сергій Словачевський з Росії, ансамбль філармонії під керуванням Лорана Петіжирара (Франція), Маркос Вінісіус з Бразилії у супроводі НЗАСОУ під керуванням Вікторії Жадько, а також росіянин Павло Нерсесян. Також виступав польський скрипаль Маріуш Патира із Академічним симфонічним оркестром Національної філармонії України.

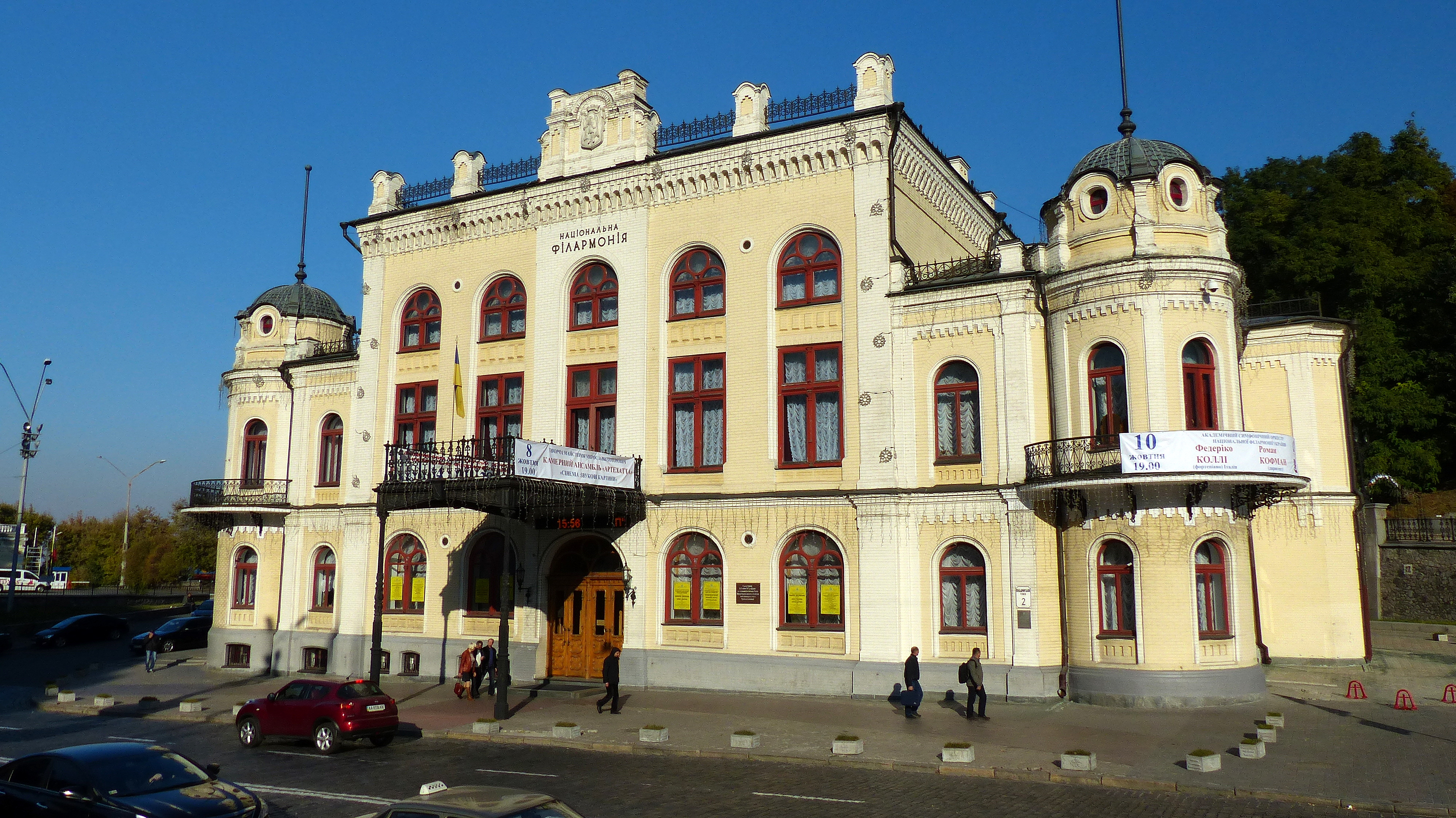
Національна філармонія України

У фестивальній програмі також був виступ Київського камерного оркестру під керівництвом Романа Кофмана.
У 2014 році програми п'яти концертів фестивалю була присвячена музичним образам весни, створеним композиторами різних часів і країн: балетна сюїта «Весна в Аппалачах» Аарона Копленда, концерт фортепіанної музики «Пробудження весни» (твори Фелікса Мендельсона, Фридерика Шопена, Ференца Ліста), симфонічна сюїта «Весна» Клода Дебюссі, Шоста («Пасторальна») симфонія Людвіга ван Бетховена.

## 2016 рік
В 2016 році Міжнародний музичний фестиваль «Київська весна»-2016 проходив 16—20 травня і був присвячений Дню Європи в Україні та 20-річчю створення Академічного симфонічного оркестру Національної філармонії України — за  підтримки Посольства Франції в Україні, Французького інституту в Україні.
В рамках фестивалю за підтримки Посольства Італійської Республіки в Україні та Італійського інституту культури в Україні було проведено також III фестиваль Italia Festival Barocco